# Eurytomocharis triodiae
Eurytomocharis triodiae är en stekelart som beskrevs av Howard 1896. Eurytomocharis triodiae ingår i släktet Eurytomocharis och familjen kragglanssteklar. Inga underarter finns listade i Catalogue of Life.